# 台湾厚壳树
台湾厚壳树（学名：Ehretia resinosa），又名恒春厚壳树，为紫草科厚壳树属下的一种落葉小喬木或灌木，分佈于臺灣高雄及恆春半島、菲律賓，木心材入藥有破瘀生新的功效。树皮則可收敛止泻。

## 扩展阅读
- 維基物種上的相關：台湾厚壳树